# Dharampani (Pyuthan)
Dharampani (nep. धरमपानी) – gaun wikas samiti w zachodniej części Nepalu w strefie Rapti w dystrykcie Pyuthan. Według nepalskiego spisu powszechnego z 2001 roku liczył on 655 gospodarstw domowych i 3260 mieszkańców (1834 kobiet i 1426 mężczyzn).